# Sziget (Lost)
Sziget (Lost) a Lost – Eltűntek című amerikai sorozat központi helyszíne.
A Sziget a sorozat legfontosabb helyszíne. De valóban helyszínről van csak szó? Sokszor úgy tűnik, hogy önálló személyként tevékenykedik, önálló célokkal és vágyakkal. A Sziget sok szokatlan "erővel" rendelkezik, amelyek közül némelyik akár a Szigeten kívül is képes hatni. Kimondottan nehéz megtalálni, egy kerék segítségével pedig "el lehet mozgatni" térben és időben egyaránt. A történet első felében a Sziget valószínűleg a Csendes-óceán déli részén volt található, de az elmozgatás követően ismeretlen helyre került.

## Történelme
Nagyon kevés dolgot tudunk egyelőre a Sziget történelméből. Ősi írások, modern gépezetek és érintetlen természet - ezek mind egy maroknyi földrészen valahol a Dél-Csendes-óceánon, vagy máshol.

### Időszámításunk előtt?
A Szigeten található romok, a titokzatos kút, a jeges kamra, a Templom, Taweret istennő szobra valamint a hieroglif írásmód egyértelműen ősi, egyiptomi dolgokra utalnak. Így arra következtethetünk, hogy a történelme talán még az időszámításunk előtti időkig nyúlik vissza, de pontos kronológiai adatokkal az ötödik évad végéig még nem rendelkezünk.

### 1800-as évek
A Sziget első ismert látogatói a Fekete Szikla legénysége, akik körülbelül 1845-ben érkeztek a Szigetre, miután elhagyták Portsmouth kikötőjét Angliában. A legénység között ott volt Magnus Hanso és 40 fős legénysége, valamint ismeretlen számú evezős rabszolgák. A Rejtett Térkép állítása szerint Magnus Hanso maradványai a Szigeten vannak.

### 1900-as évek
Két ismeretlen, akit a túlélők csak "Ádám és Éva" néven emlegetnek valahogy 1950-es, 1960-as években hunyhattak el Jack szerint, bár készítők utaltak rá, hogy a Sziget ős-emberpárjának köze van a Szigeten történt időutazásokhoz.
A Sziget egyike volt a számos dél-csendes-óceáni szigetnek, ahol az 1950-es években az Egyesült Államok hadserege nukleáris kutatásokat hajtott végre. A Szigetre küldött 18 fős csapatot a Sziget őslakosai Richard Alpert vezetésével megölték. Azonban ezt megelőzően a hadsereg a Szigetre telepítette a Jughead nevű hidrogénbombát.
Egy merőben új és hosszas időtartamot foglal el a Sziget történelméből a DHARMA Kezdeményezés, akik az 1970-es évek elején kezdték meg tevékenységüket a Szigeten. Építkezési munkálatokat folytattak szerte a Szigeten: kutatóállomásokat, valamint élőhelyet hoztak létre, utóbbit Barakkok néven emlegetik. Ezek közé kisebb infrastruktúrát építettek ki: néhány összekötő utat és egy teljesen kiépített kommunikációs hálózatot. Ezzel egy időben az őslakosok vezére Charles Widmore volt, aki valószínűleg a Szigeten született. Ők Benjamin Linus segítségével véghezvitték a Tisztogatást 1992. december 19-én, melynek során megölték a DHARMA Kezdeményezés valószínűleg összes tagját. Benjamin Linus Charles Widmore száműzését követően Richard Alpert és társai vezetőjévé válik, és ez lesz az a csoport, akit mi később a Többiek néven ismerünk meg.

## Földrajza
A Sziget méretei nincsenek meghatározva pontosan. Annyi mondható el csupán, hogy többnapos séta volt a farokrész túlélőinek túrája a géptörzs tábora felé. Danielle Rousseau térképére hivatkozva a Sziget egyik oldala 24 kilométer hosszú. Rousseau térképe alapján két hegység fut végig észak-déli irányban a Szigeten. Ezek legmagasabb pontjai a keleti hegyláncon találhatóak: 2257, illetve 1807 méter magassággal. A hegyek által közrefogott völgy legmélyebb pontja kb. 20 méterre emelkedik ki a tengerszint felé. Ebben a völgyben futnak a kisebb-nagyobb patakok és csermelyek. Partját számos öböl tarkítja: délen a "kókuszdiók öble", és az "öböl"; keleten a "viharos öböl" és nyugaton pedig egy atoll húzódik; egy korallzátonyokból felépülő, gyűrű alakú szigetcsoport. Ennek közelében futott zátonyra a francia tudóscsoport hajója, a közrefogott öbölben verték fel végül első táborukat.
A Szigethez nagyon közel egy másik, kisebb sziget is található, mely Ben állítása szerint Alcatraz szigeténél megközelítőleg kétszer nagyobb. Ezen a kisebb Szigeten található a Hydra állomás, valamint a Többiek egyik tábora.
A Sziget számos földrajzi zónával rendelkezik. A part többnyire homokos, kivéve pár szakaszt, ahol igen látványos sziklaképződmények, sziklaszirtek találhatóak Ezek az éles sziklákkal tarkított partszakasz ékes bizonyítéka annak, hogy a Sziget valószínűleg vulkanikus eredetű. Rousseau térképén található kráter ábra közvetlen a part mentén található, valószínűleg ennek partjainál található a fent említett rész.
Erdő és dzsungel egyaránt megfér egymás mellett a Szigeten. Az erdő ritkásabb és gyérebb, alacsonyabb fákból áll, kevesebb alnövényzettel; még a dzsungel igen sűrű, gyakran embermagasságú növények áthatolhatatlan labirintusa.
A nyugati hegylánc egyik fennsíkján szoktak a túlélők golfot játszani, ugyanennek a helynek a közelében hozta működésbe Hurley és Charlie a DHARMA-kisbuszt. Ennek közelében találhatóak a barlangok, ahol a túlélők egy ideig meghúzták magukat.
A Sziget egyik leglátványosabb földrajzi jelensége a szikla-szirt, amelynek közelében Ana Lucía, Sayid és Charlie megtalálták Henry Gale légballonját.

## Élővilága

### Növények
A trópusi éghajlatnak köszönhetően a Sziget élővilága igencsak színpompás, sőt olyan egyedekkel bír, amelyek nem ismeretek még a szakma előtt sem.
A fügefa (ficus benghalensis), visszatérő "szereplő"; a karakterek általában ilyen fa ágai között lelnek menedékre a Szörny illetve a jegesmedvék elől. Karl, amikor bujkálnia kellett egy fügefát használt oltalmazóként, valamint Ethan szintén egy ilyen fára akasztotta fel Charlie-t az első évadban.
Több gyümölcsöt termő fa termése jelenti a túlélést a Szigeten rekedteknek: mangó (mangifera indica); papaya (carica papaya), guava (psidium), banán (musa), maracuja (passiflora edulis), kókusz (Cocus nucifera), és csillaggyümölcs (Averrhoa carambola).
Sun több magot felhasználva a parti tábor közelében létrehozott egy kertet, amely sok már említett gyümölcsöt tartalmazott. Egyetlen kiemelendő növénye az Aloe vera (aloe vera). Sun eukaliptusz (eucalyptus) segítségével enyhíti Shannon asztmáját, valamint egy növényt felhasználva pótolta a fogkrém hiányát a Szigeten.
Kúszó, indás növényekkel rejtették el a Nyíl, a Pálca valamint a Hattyú állomás bejáratát.
Ben elmondja Locke-nak-nak, hogy az Orchidea állomáson egy flamingóvirág (anthurium) jelzi azt a helyet, ahol a felvonó található. Dave egy olyan helyen vezeti végig Hurleyt a szakadék felé, ahol szintén ez a fajta virág található; valamint Mr. Ekot egy flamingóvirágoktól színes réten szólítja meg Yemi gyónásra.
1977-ben Sawyer egy napraforgót (helianthus annuus) ad Julietnek.
Építkezési anyagként pedig a legkiválóbban a Szigeten nagy erdőkben termő különféle bambuszt (bambusoideae) használták a túlélők.

### Állatok
A Sziget számos élőlénynek ad otthont. Ezek között vannak hétköznapi állatok, illetve rovarok; de vannak különleges példányok is.
Talán elsőként Vincentet, a labradort említeném, aki bár nem a természetes fauna része, mégis Rose és Bernard oldalán tökéletesen éli kutya-életét a Szigeten. Sun szintén tartott egy kiskutyát, egy kis Shar Peit, Bpo Bpo-nak nevezte.
A barlangok közelében földben lévő kaptárban méhek voltak, amelyek megtámadták Charlie-t, Jack-et, Kate-et, és Locke-ot.
Számos madárféle jelenik meg a szigeten: galambok, sirályok, csirkék - de a legkülönlegesebb a rajongók által csak Hurley-madarának hívott nagy zöld madár, ami mintha Hurley nevét kiabálná.
A DHARMA Kezdeményezés által számos házi állat került a Szigetre. Az előbb említett csirkék mellett, tehenek, nyulak, lovak és macska is fel-felbukkant pár epizódban. Bár Charles Widmore is lovon ügetve támadta meg Jack-et Faraday halálát követően, így nem biztos, hogy konkrétan a DHARMA-val jöttek volna a Szigetre.
A Sziget legkülönösebb élőlénye a Medúza Pók (Latrodectus regina). Mérge nem halálos, de nyolc órán át bénulást, paralízist okoz. Innen ered a neve is, hiszen a görög mitológiában Medúza egy gorgó volt, fején kígyók tekergőztek, és akinek a szemébe nézett, az kővé változott.
A trópusi sziget legmeghökkentőbb lakosai a jeges medvék, amiket a DHARMA Kezdeményezés hozott a szigetre. A Hydra állomáson tartották őket. A Rejtett Térkép egy utalása szerint keresztezték őket barna bundájú rokonaikkal, hogy túléljék a melegebb éghajlatot. A Tisztogatást követően azonban kiszabadultak, átköltöztek a főszigetre. A 815 járat lezuhanását követően Charlotte Lewis felfedezett egy csontvázat a tunéziai sivatagban.
A tenger is tartogat némi életet: a tenger gyümölcsei biztosítják a túlélőknek a napi betevő egy részét, azonban a mélyebb vizekben cápák is köröznek. A cápák szintén a DHARMA révén kerültek a környező vizekbe.
A túlélők legfontosabb élelemforrása a vaddisznó. Rengeteg él a Szigeten, azonban miután a túlélők elkezdtek vadászni rájuk a Sziget északi vidékeire húzódtak.

## A Sziget különleges képességei

### Gyógyító hatások
Vagy a Szigetnek, vagy egy, a Szigeten található mögöttes erőnek látszólag gyógyító tulajdonsága van. Ezen erő kisebb gyógyítások mellett nagyobb, feltűnőbb csodákat is végrehajtott már, a nevezetesebbek közt: John lábra állása a Szigeten, Rose kigyógyulása a rákból. A Szigeten szerzett sérülések is sokkal hamarabb meggyógyulnak, sőt a néha halálosnak vélt sebek is pár nap alatt begyógyulnak.
Naomi Szigetre érkezésekor szerzett tüdősérülését Mikhail nagyjából ellátta, de a nagyját a Szigetre hagyta, mondva, hogy a nő pár nap alatt meggyógyul—a Szigeten a sebek gyógyulása más ütemben megy végbe, mint a világ többi részén. Ezt láttuk korábban is, John lába a 'Lockdown' című epizódban szerzett sérüléséből igen hamar kigyógyult, akárcsak Michael, aki vállon lőtte magát, a seb viszont pár napon belül begyógyult. Sőt, Jack sérülése, amit a zuhanáskor szerzett, és amit Kate kellett bevarrjon, egyáltalán nem zavarta többet a férfit.
A 3. évados 'D.O.C.' című epizódban Juliet megemlíti, hogy a férfiaknak spermiumszáma az egekben van, a normálist többszörösen túlhaladja. Ezért létezik az, hogy, bár Jin nemzőképtelen, mégis teherbe ejtette feleségét, Sunt, aki 9 hónappal később egy egészséges kislányt hozott a világra. Daniel Faraday-nek a Sziget "visszaadta" az elméjét, ugyanis a férfi lassan mindenre kezdett visszaemlékezni. Bár a folyamat elsőre lassúnak bizonyult, miután a Sziget elkezdett időben ugrálni, az emlékek visszatérése exponenciálisan növekedni kezdett.
A Romoknál Ben elmondta Johnnak, hogy a Sziget nem gyógyít meg mindenkit, igenis választékosan tesz csodákat. Bár meggyógyította Rose rákját, Shannont nem segítette ki a bajból, mikor Ana Lucia hasbalőtte, ahogy Boone vagy Libby lassú halálát sem akadályozta meg. Az eddigi egyedüli ember, akit a Sziget többször meggyógyított, az John Locke.
Ben és a Sziget történelme külön említést igényel: bár Ben kiskora óta a Szigeten volt, DHARMA-sként, hamar átállt a Többiek oldalára. A hivatásos manipulátoron akkor fejthette ki hatását először a gyógyító erő, miután Sayid mellkason lőtte, és Richard Alpert elvitte majdani vezetőjüket a Templomhoz. Bár Ben teljesen meggyógyult, semmire nem emlékszik az incidensből. Ezek után, a felnőtt Ben szervezetében kialakult egy daganat—a csodatevő, betegség mentes Szigeten a Többiek vezetője súlyosan megbetegedett. Miután Jack eltávolította a daganatot, Ben rendkívül gyorsan felépült, és azóta látszólag semmi komolyabb egészségügyi gonddal nem küszködik.
A meggyógyítottak közé tartozik még Mikhail, Sawyer, Sayid.

### Sziget energiája
Nagyon erős energiafoltok vannak a Sziget különböző pontjain. A DHARMA Kezdeményezés részben emiatt a hatalmas energia miatt vándorolt a Szigetre és épített állomásokat. Egyik állomásuk, az Orchidea egy ilyen energiamező fölé épült, azzal a céllal, hogy a tudósok saját hasznukra tudják váltani a Sziget e különleges képességét. Pontosan az energia forrása mellé építettek egy úgynevezett 'Vault'-ot, egy különleges kamrát, mely segítségével az időutazáson kísérleteztek, látszólag sikeresen. A 4. évad fináléjában e kamrát Ben tönkretette, hogy eljuthasson az energia forrását képző természetes barlangba, ahol egy ősi kerék található, mögötte pedig feltételezhetően maga az energiamező.
Egy másik hasonló energiafoltra épült a Hattyú állomás. Az állomás eredeti célja a Szigeten található különleges mágneses mező tanulmányozása és felhasználása volt, így valószínűsíthetjük, hogy az itt rejlő energia vagy mágneses, vagy elektromágneses természetű volt, ellentétben az Orchideánál találhatóval. Daniel Faraday szerint a Hattyú közelében található energia megközelítőleg 30.000-szer nagyobb, mint az Orchidea közelében található energia. Az Incidens miatt az energia kiszabadult, a DHARMA munkásai pedig egy vastag betonfalat húztak fel, hogy megvédjék a Szigetet, sőt a világot. Továbbá a Hattyú állomás rendeltetését meg kellett változtatni: egy munkás minden 108. percben meg kellett nyomjon egy gombot, így kisütve a felhalmozódott energiát.

### Navigációs gondok
Rendkívül nehéz tájékozódni, megtalálni, illetve elhagyni a Szigetet. Valószínűleg a Sziget energiája egyfajta burkot képez a körül, így megvédve a Szigetet. A DHARMA kezdeményezés sok év kutatás után megtalálta a Szigetet, majd első dolguk az lehetett, hogy megépítették a szonárjelzőket, így lehetővé téve a Sziget későbbi, újbóli megtalálását. Mikor Desmond megpróbálta elhagyni a Szigetet a vitorlásával, körbe-körbe ment, és végül csak a Szigeten kötött ki.
Ben is és Faraday is tisztában van azzal, hogy ha nem egy bizonyos irányon közelítik meg az emberek a Szigetet, akkor vagy soha nem találják meg a ki- illetve beutat, vagy pedig rettentő "mellékhatásoknak" lesznek kitéve. Ben azt mondta Michaelnak, hogy a 325-öst irányt tartsa, ha biztonságban akar kijutni. Faraday azt utasította Frank Lapidus-nak, hogy szigorúan tartsa a 305-ös irányt, máskülönben bajban lesznek.
A burok miatt a Sziget nincs összhangban a külvilággal—bár nincs egy pontos időkülönbség, a Sziget a mozgatása előtt egy kis idővel a múltban volt. Faraday kísérlete (a Kahana-ról egy kisebb rakétát lőttek ki a Szigetre) azt mutatta, hogy 31 perc különbség van a Sziget meg a külvilág között. Gault, a Kahana kapitánya szerint az időkülönbség, és az azt okozó burok közelsége miatt kezdett a hajó legénysége lassacskán megbolondulni: az emberek öngyilkos hajlamokat mutattak, egyikőjük, Regina meg láncokkal a testén a vízbe ugrott.
Az időkülönbség rendkívül változékony, Michaelék hihetetlen gyorsasággal értek ki a Szigetről, míg Jackék egy hétig hánykolódtak a vízen. A 2. évadban a Szigetre érkezett Hattyús élelmiszer ellátmány is valószínűleg a burok meg az időeltolódás miatt érkezett meg évekkel később, mint kellett volna.